# Яниш Ялкайн
Яни́ш Ялка́йн , офіційне ім'я Яниш Ялкаєвич Ялкаєв (*25 жовтня 1906, с. Чорай ялла (Чураєво), Східна Марій Ел (нині Мішкінський район Республіки Башкортостан) — †17 вересня 1938, тюрма НКВС, Москва) — марійський письменник та поет. Також професійний бібліограф, фольклорист та етнограф.
Жертва сталінського терору.

## Життєпис
Народився у Східній Марій Ел — це великий екстериторіальний анклав марійського народу, розташований у Західній Азії (на півночі Башкортостану).
Закінчив Бірський педагогічний технікум (1926), Московський університет (1931), також відвідував курси в Московській консерваторії. Став професійним письменником, одночасно працюючи в Марійському обласному музеї.

### Творчість
Автор трилогії «Андрий Толкын», «Ужар жап» («Юність») і «Ола» («Місто»), роману «Онго» («Коло»), поеми «Ленин» (1934).
Писав також оповідання, нариси, вірші. Займався літературознавчою та видавничою роботою.
Окрема заслуга — укладення двох бібліографічних довідників з марознавства (наука про марійців). 1934 у тижневику «У вий» оприлюднив ґрунтовне марознавче дослідження «Марий фольклор нерген икмыняр ой».

### Жертва сталінізму
Був включений у систему пропаганди комуністичної влади, виконував доручення з перекладів марійською мовою писань більшовицької верхівки — Лєніна, Сталіна, Калініна. Також долучився до створення корпусу перекладів марійською мовою творів російських писмьенників (переважно комуністичних).
Лояльність комуністичному режиму не порятувала Ялкайна. Він був вивезений з території Марій Ел до Москви і після катувань його вбили працівники НКВС у місцевій тюрмі.
1998 року в Республіці Марій Ел встановлено державну премію імені Ялкайна.

## Наукові твори
- «Марий фольклор нерген икмыняр ой»;
- «Материалы для библиографического указателя по мариведению»,
- «Марийская библиография»,
- «Библиографический указатель марийского фольклора».